# سامانه فتوولتایی

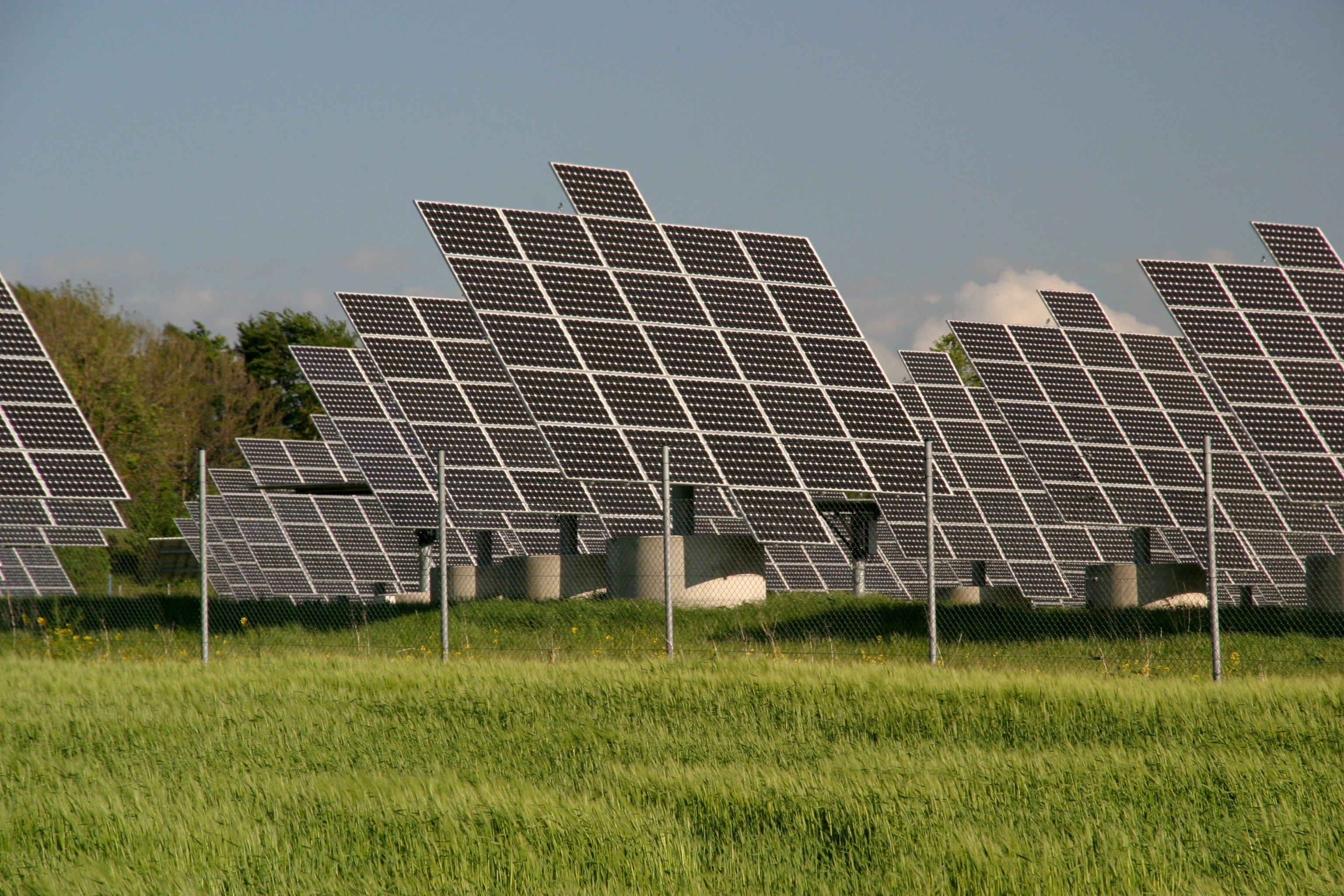
"Solar park" or "PV farm"

سامانه‌های فتوولتایی (به انگلیسی: Photovoltaic system) به پدیده‌ای که در اثر تابش نور بدون استفاده از سازوکارهای محرک مکانیکی الکتریسیته تولید کند، فتوولتايیک (Photovoltaics) گفته شده و عاملی که این فرایند را به وجود می‌آورد، سلول خورشیدی (Solar cell) نام دارد. سامانه‌های فتوولتاییک که در ابتدا برای کاربردهای فضایی ابداع و تکمیل شده بودند انرژی نوری را مستقیماً به انرژی الکتریکی تبدیل می‌کنند. اصل مقدماتی در این فناوری اثر فتوالکتریک است که اولین بار به وسیلهٔ اینشتین توضیح داده شده که نور باعث می‌شود الکترون‌ها از ماده جدا شوند.
در سال ۱۸۳۹ بکرل (Becquerel)، دانشمند فرانسوی موادی را کشف کرد که در هنگام برخورد نور خورشید با آن‌ها جرقه تولید می‌کردند. در دههٔ شصت دانشمندان آزمایشگاه بل برای نخستین بار سیلیکون را در سلول‌های خورشیدی به کار گرفته و توانستند بازده چهار درصدی تبدیل انرژی خورشید به الکتریسیته را به دست آورند. در طی چند سال این صفحات توانستند توان مورد نیاز ماهواره‌ها و سفینه‌ها را تأمین کنند.
توسعهٔ PV برای کاربردهای زمینی در زمان اولین بحران نفت در دو جهت خیلی متفاوت آغاز گردید.
یکی در جهت فناوری‌های تمرکزی که در آن کاهش هزینه‌ها با وسیله جایگزین کردن سطح PV به وسیلهٔ سطح عدسی صورت می‌گیرد و دیگری در جهت کاهش هزینه‌های مدول‌های PV با استفاده از ساخت صنعتی با حجم زیاد است. هدف اصلی در موسسات تحقیقاتی، به دست آوردن بازدهی بالاتر است. سلول‌های سیلیکونی در حال حاضر به حداکثر بازدهی %۳۰ رسیده‌اند. با روی هم قرار دادن مواد سیلیکونی و گالیمی (پایهٔ گالیم) با سایر مواد نیمه هادی مانند فسفیدایندیم به منظور تشکیل سلول‌های چند پیوندی ای که هر یک از لایه‌های آن‌ها جزء متفاوتی از طیف فرکانسی خورشیدی را جمع‌آوری می‌نماید، می‌توان به ارقام بالاتری برای کارایی نیز رسید.

## نحوهٔ عملکرد سلول‌های خورشیدی
مکانیزم‌های فتوولتایی سلول‌های خورشیدی، کریستال‌های صافی هستند که از لایه‌های نازک از جنس نیمه هادی ساخته شده‌اند که خصایص الکترونیکی متفاوت دارند و این امر موجب پیدایش میدان‌های الکترونیکی قوی درون آن‌ها می‌شود. نحوهٔ عملکرد سلول‌های خورشیدی ساده است. از آنجایی که سیلیکون توان نگهداری از الکترون‌هایش را ندارد، سلول‌ها از دو لایه سیلیکون ساخته شده‌اند که یکی مازاد الکترون دارد و دیگری کمبود الکترون (مازاد لایه n و کمبود دار، لایه p نامیده می‌شود) هنگامی که نور به لایهٔ اول برخورد می‌کند، الکترون‌ها آزاد می‌شوند و در حالی که به سمت لایه با الکترون کمتر جاری می‌شوند، از یک مدار الکتریکی می‌گذرند و تولید الکتریسیته می‌نمایند.
برای حفاظت سلول‌ها در برابر محیط، سلول‌های فتوولتایی به یکدیگر متصل شده و به صورت مدول درآورده می‌شوند. مدول‌هایی که در روی یک صفحه نصب شده و از زاویه و جهت صحیح برای حداکثر گردآوری فصلی و سالی برخوردارند، پانل یا شبکهٔ PV نامیده می‌شوند. یک سامانهٔ PV معمولاً شامل باتری‌های ذخیرهٔ الکتروشیمیایی برای کاربردهای مستقل است.

## انواع سلول‌های خورشیدی
سلول‌های خورشیدی از مواد نیمه رسانا ساخته می‌شوند. سلول‌های خورشیدی می‌توانند این انرژی خورشیدی را با ۵ تا ۳۰ درصد مستقیماً به الکتریسیته تبدیل کنند. عنصر اصلی تمام این سلول‌ها سیلیکون است. به‌طور کلی سه نوع سلول خورشیدی تعریف شده‌اند:

### سلول‌های تک کریستال
این نوع سلول در سیلندرهای بلند تعبیه می‌شود و به صورت ویفرهای گرد یا شش گوش (هگزاگونال) بریده می‌شوند. این فرایند تولید انرژی، بالاترین بازدهی الکتریکی (تا %۳۰) را دارد. از آنجایی که سلول‌های پر بازده گران هستند، گاهی آن‌ها با لنزها و آینه‌ها به کار می‌روند تا تمرکز نور بیشتر و در نتیجه بازده بالاتر رود. سلول‌های تک کریستال بیش از نیمی از بازار فتوولتائیک جهان را در اختیار دارد.

### سلول‌های پلی کریستالی
از ریختن سیلیکون مذاب به درون شمش‌ها یا ورقه‌ها و بریدن آن‌ها به شکل مربع، سلول‌های پلی کریستالی ساخته می‌شود. تولید انرژی از این روش کم هزینه تر و کم بازده تر (حدود %۱۵) است. از آنجایی که سلول‌ها مربعی شکل هستند، راحت‌تر در کنار هم چیده می‌شوند. سلول‌های پلی کریستالی %۳۰ بازار فتوولتائیک جهان را در اختیار دارند.

### فیلم‌های نازک و قابل انعطاف
فیلم‌های نازک خورشیدی دارای انواع گوناگونی است که یکی از اولین نمونه‌های آن، فیلم‌های نازکی هستند که دارای یک لایهٔ جاذب نور به قطر یک میکرون هستند. این فیلم‌های نازک از چهار لایه مواد سبک جاذب نور، مواد نیمه هادی، پوشش شیشه‌ای، فلز یا پلاستیک تشکیل شده‌اند. در این فیلم‌ها به منظور بهینه‌سازی جذب نور خورشید، باید از لایهٔ نازکی از مواد نیمه هادی استفاده کرد.

## اجزای کلی سامانه فتوولتایی
اجزای کلی یک سامانه فتوولتایی عبارتند از:
پانل‌های خورشیدی، باتری‌های ذخیره، مبدل برق مستقیم به متناوب، دستگاه کنترل کننده، سازهٔ نگهدارنده و کابل‌های ارتباطی

## انواع سامانه‌های فتوولتایی

### سامانه‌های متصل به شبکه
یکی از اجزاء اصلی سامانه‌های فتوولتایی متصل به شبکه، مبدل‌ها هستند که برق DC تولیدی توسط سلول‌ها خورشیدی را متناسب با ولتاژ و توان شبکه برق منطقه‌ای به AC تبدیل نموده و در هنگام عدم نیاز، به‌طور خودکار انتقال نیرو را قطع می‌نماید. همچنین در کاربردهای متصل به شبکه در صورتی که سامانه فتوولتایی به دلایل تعمیراتی از مدار خارج گردد، برق مورد نیاز از طریق شبکه برق سراسری تأمین خواهد شد.

### سامانه‌های منفصل از شبکه
طراحی سامانه‌های منفصل از شبکه به گونه‌ای ست که مستقل از شبکه برق سراسری عمل نموده و غالباً جهت بار الکتریکی DC و یاAC طراحی می‌شوند. به منظور تولید برق توسط سامانه‌های منفصل از شبکه، می‌توان از توربین‌های بادی، ژنراتورها یا از شبکه برق سراسری به عنوان نیروی کمکی استفاده نمود که این گونه سامانه‌ها، «هیبرید فتوولتایی» نامیده می‌شوند.

### سامانه‌های پشتیبانی
مهم‌ترین کاربرد سامانه‌های پشتیبانی فتوولتایی، در طی دورهٔ قطع برق شبکه سراسری است. یک سامانه پشتیبانی فتوولتایی کوچک تأمین کنندهٔ برق مورد نیاز تجهیزاتی همچون روشنایی، کامپیوتر، تلفن، رادیو، فاکس و… است و سامانه بزرگ‌تر می‌توانند برق مورد نیاز تجهیزاتی همچون یخچال را در زمان قطع برق تأمین نمایند.

## شرایط مناسب جهت نصب و راه‌اندازی سامانه‌های فتوولتایی
حداکثر بازدهی جمع‌کننده‌های خورشیدی حالتیست که پانل‌ها عمود بر جهت تابش باشند. هنگامی که خورشید در طول روز یا سال حرکت می‌کند و تغییر مکان می‌دهد فقط یک پانل دو بُعدی می‌تواند در سراسر سال به جمع‌آوری انرژی بپردازد. وقتی پانل‌های فتوولتایی بسیار گران بودند کار گذاشتن پانل‌های چرخان که با تابش حرکت نمایند در اغلب اقلیم‌ها مناسب بود. اما، امروزه پانل‌های چرخان فقط در اقلیم‌های گرم و خشک یا هنگامی که نصب پانل‌های چرخان ارزان‌تر از نصب تلفیقی آن‌ها به عنوان مصالح ساختمان باشد قابل بررسی می‌باشند. حتی در به کارگیری پانل‌های تلفیقی فتوولتایی به عنوان عناصر ساختمانی جهت یابی و شیب پانل‌ها باید مورد ملاحظه قرار گیرند. بهترین آرایش برای پانل‌ها در وهلهٔ اول مربوط به میزان حداکثر انرژی است که در طول سال بدان نیاز است. اقلیم‌های گرم بیشترین الکتریسیته را در تابستان نیاز دارند در حالی که در اقلیم‌های سرد بیشترین انرژی در زمستان مورد نیاز است.
به‌طور معمول، بهترین جهت‌گیری در جبههٔ جنوبی صورت می‌پذیرد. البته با اختلافی به میزان ۳۰ درجه به شرق یا ۳۰ درجه به طرف غرب نیز میزان کمی از انرژی از دست خواهد رفت. اما در هر صورت میزان و زمان مصرف روزانهٔ انرژی است که عامل تعیین‌کننده در جهت‌گیری پانل هاست.
علاوه بر جهت، زاویه شیب پانل نیز عامل مهمی در طراحی سامانه‌های خورشیدی است. زاویهٔ شیب، زاویه‌ای است که پانل‌های خورشیدی با سطح افق می‌سازند و میزان آن از صفر الی نود درجه متغیر است. به دلیل انحراف محور زمین زاویهٔ تابش خورشید در طول سال تغییر می‌کند، بنابراین زوایای شیب پانل‌ها در زمستان و تابستان با هم متفاوت می‌باشند.
موقعیت قرار گرفتن مدول‌ها باید به گونه‌ای باشد که امکان انجام تهویهٔ کامل وجود داشته باشد. چرخش آزادانه جریان هوا در اطراف مدول‌ها کارایی آن‌ها را بالاتر خواهد برد این امر همچنین مانع افزایش رطوبت و تجمع مواد زاید جامد در زیر مدول‌های خورشیدی می‌شود که در نتیجه از پوسیدگی سقف و خرابی اتصالات الکتریکی جلوگیری می‌نماید.

## فتوولتایی‌های تلفیقی (طراحی شده برای بنا)
در بخش ساختمان، حرکت سریع به سمت قطعات پیش ساختهٔ ساختمانی، باعث تغییرات عمده‌ای در به کارگیری pv می‌شود. با آن که پیش ساخته بودن باعث کاهش تنوع در گزینه‌های طراحی می‌شود ولی در عین حال باعث کاهش هزینه و بالا بردن کیفیت نصب نیز می‌گردد.
از آن جایی که در سامانه‌های تلفیقی، pv علاوه بر تولید انرژی وظیفهٔ محافظت و زیبایی نما را نیز به عهده دارد، چند عملکردی است و در مقایسه با سامانه‌هایی که مستقل بوده و احتیاج به سازهٔ کمکی دارند در هزینه‌ها صرفه جویی می‌کند. به علاوه بیشتر انرژی تولید شده مستقیماً استفاده شده و نیاز نیست که به جای دیگر منتقل شود.
چند مزیت عمده در استفاده از BIPVها عبارتند از:
- حذف قیمت حمل الکتریسیته به بنا که می‌تواند بیش از %۵۰ هزینهٔ الکتریسیته را دربرداشته باشد.
- حذف اتلاف انرژی در طول مسیر حمل که می‌تواند %۲۵ هزینهٔ الکتریسیته را دربرداشته باشد.
- اجتناب از هدر دادن فضای باز که عنصر بسیار مهمی به‌شمار می‌آید جهت چیدن پانل‌های فتوولتایی.
- اجتناب از هدر رفتن هزینه در بخشی از پوشش ساختمان از طریق به کارگیری پانل‌های فتوولتایی.
- اجتناب از ایجاد یک سازهٔ نگه دارنده برای فتوولتایی‌ها.
- سود حاصل از تولید همه یا حداقل بخش عمده‌ای از الکتریسیتهٔ مورد نیاز با استفاده از ابزارهای دوست دار محیط زیست.

## پوشش سقف با فتوولتایی
در حالت ایده‌آل، سقف‌های شیبدار بهترین گزینه برای نصب پانل‌های فتوولتایی به‌شمار می‌آیند. اما در سقف‌های مسطح نیز یک سازهٔ ساده می‌تواند همین شیب را ایجاد نماید، که البته یک پارچگی بنا را به هم می‌زند. سقف‌های دندانه‌ای از سقف‌های مسطح بهتر هستند چرا که قسمت‌هایی از سقف که رو به شمال قرار گرفته‌اند می‌توانند جهت ورود نور به فضا مورد استفاده قرار گیرند. در حالی که سطح جنوبی دندانه‌ها می‌تواند محلی برای نصب فتوولتایی‌ها باشد.
پوشش با فتوولتایی‌ها در سطوح جنوبی همچنین می‌تواند با استفاده از پانل‌های نیمه شفاف انجام پذیرد که هم موجب ورود نور به فضا شده و هم جریان الکتریسیته تولید نماید. اگر پانل‌ها همراه بدنهٔ سقف طراحی شوند، قطعاتی به شکل سفال خمیده یا تایل می‌توانند مورد استفاده قرار گیرند.

## پوشش‌نماهای فتوولتایی
با ارزان‌تر شدن پانل‌های فتوولتایی دقت در آرایش و شیب بندی آن‌ها نیز اهمیت کمتری می‌یابد. همچنین در گذشته پوشاندن سقف یا دیوار جنوبی با پانل‌ها خیلی اقتصادی به نظر نمی‌رسید، اما با ارزان‌تر شدن پانل‌ها پوشاندن نماهای شرقی و غربی نیز مفید خواهد بود. چرا که این نماها می‌توانند بیش از %۶۰ انرژی تولید شده در جنوب را تولید نمایند. اگر المان‌های عمودی روی نما استفاده می‌شوند باید تا حد ممکن کم عمق باشند تا از افتادن سایه روی سلول‌های فتوولتایی جلوگیری شود.

## کار با شیشه فتوولتایی
دو روش برای فتوولتایی‌ها در ارتباط با شیشه وجود دارد. روش اول عبارت است از نیمه شفاف‌ها که شبیه شیشه‌های نیمه شفاف یا شیشه‌های انعکاسی است. روش دیگر عبارت است از صفحات مات با فواصلی بین این نقاط مات که نور می‌تواند از آن‌ها عبور کند و درست مانند شیشه‌هایی است که روی برخی نقاط آن با ویترای نقاشی کرده باشند.

## ایجاد سایه با فتوولتایی‌ها
ایجاد سایه با فتوولتایی‌ها یک روش و کاربرد بسیار خوب برای این پانل هاست. چرا که در این حالت می‌توان این پانل‌ها را در بهترین شیب و جهت ممکن طراحی کرد. روش ایجاد سایه همچنین می‌تواند با استفاده از پانل‌های مات یا حتی ایجاد بدنهٔ شیشه‌ای با استفاده از آن‌ها و البته با شفافیت بالا انجام پذیرد. این سلول‌ها همچنین می‌تواند در سایبان‌های ورودی یا محل‌های استراحت در محوطه در نظر گرفته شوند.

## چند نمونه از بناهایی که بر اساس سامانه‌های فتوولتایی طراحی و ساخته شده‌اند
- پروژهٔ PV Cool Build
- ساختمان اداری و آزمایشگاه‌های تحقیقاتی ECN 42
- ساختمان آکادمی (Mount-Cenis (Herne Sodingen
- کارخانه شرکت (Reflections One (Thyssen Krupp